# Паттерсон (Калифорния)
Паттерсон (англ. Patterson) — город в округе Станисло в штате Калифорния в Соединённых Штатах Америки.
Согласно данным переписи населения США, проведённой в 2020 году, число жителей города составляло 23 781 человек, что, для такого небольшого населённого пункта, существенно больше (+ 16.5%), чем было во время предыдущей переписи прошедшей в 2010 году (20 413 человек).
Город позиционирует себя как «Абрикосовая столица мира».

## История
С приходом европейцев эти земли включил в себя мексиканский земельный грант Ранчо Дедь Пьетро. Собственность на землю несколько раз переходила из рук в руки, пока после Американо-мексиканской войны не перешла к семье Паттерсонов (откуда и название). 

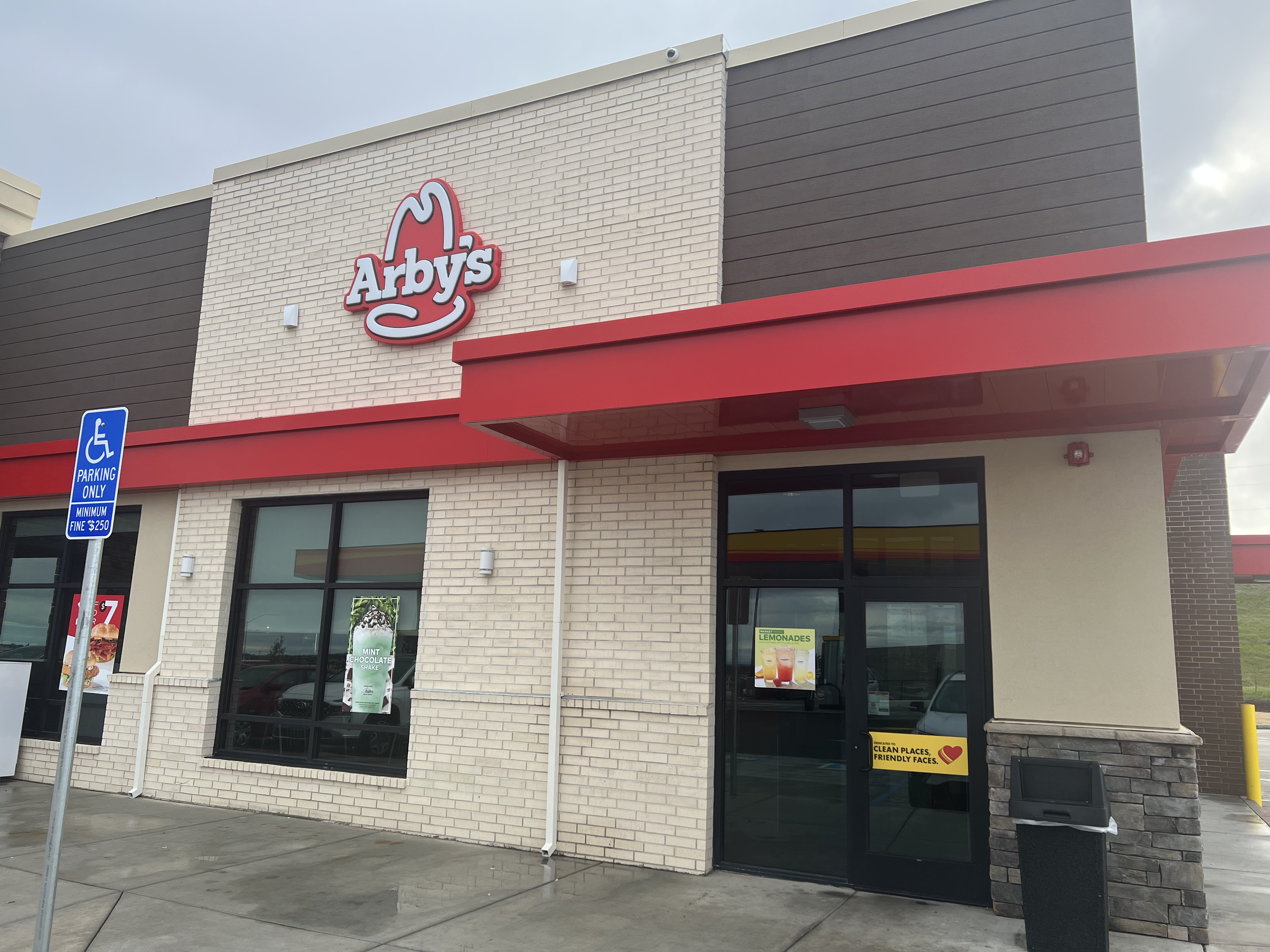
Arby's в Паттерсоне

В 1909 году Паттерсоны разделили землю на участки разных размеров и составил план города Паттерсон. Решив сделать сообщество непохожим на другие, он смоделировал поселение по образцу городов Вашингтона и Парижа, используя ряд кругов и расходящихся улиц. Главные улицы были засажены пальмами, эвкалиптами и платанами.
22 декабря 1919 года поселение было инкорпорировано и включено в реестр штата Калифорния, благодаря чему некорпоративное сообщество  официально получило статус города.
В 1920 году население города составляло 694 человека и с тех пор каждые десять лет фиксировался существенный рост жителей города, причем самый низкий рост был в 2020-е годы (+ 16.5%), а в остальные десятилетия не опускался ниже 20%. Рекордный рост был отмечен в 1990-е годы (+ 120.7%).
В мае 1971 года торговая палата утвердила титул «Абрикосовая столица мира» для Паттерсона.

## География
Город расположен на высоте около 30 метров над уровнем моря в 17 милях (27 км) к юго-западу от Модесто и в 78 милях (126 км) к юго-востоку от Окленда.
Согласно данным представленным Бюро переписи населения США, общая площадь города составляет 6 квадратных миль и вся эта территория представляет собой сушу.